# تفسير الإيجي
تفسير الإيجي، ألفه محمد بن عبد الرحمن بن محمد بن عبد الله الحسني الحسيني الإِيجي الشافعيّ المتوفى سنة 905 هـه، أراد من تأليفه للكتاب أن يصنف كتاباً مختصراً مليئاً بالفوائد العلمية لما رآه من انصراف الناس عن المطولات العلمية، ورغبة منه في المشاركة في التأليف في علم التفسير، وسماه: «جامع البيان في تفسير القرآن».

## سبب التأليف
بعد أن قدم عضد الدين الإيجي كتابه بالحمد والثناء على الله، ثم الصلاة على النبي محمد صلى الله عليه وسلم ذكر سبب تأليفه للكتاب فقال: «فلما أن رأيت همم أبناء العصر قاصرة، ومساعيهم وإن جدوا في الطلب فاترة، قنعوا عن الحقيقة بالمجاز، ومالوا عن التطويل إلى الإيجاز، ولعمري يكاد أن يعد ذلك من علو همتهم، وقوة نهمتهم؛ لأنهم أرادوا حوز العلوم بأسرها، وقصدوا جمع الفنون حبرها وسبرها، وقد علموا بالتجارب أن الخطب خطير، والعمر قصير، والعوائق متلاطمة الأمواج، والبوائق متراكمة الأفواج، فلو استطلعوا على طلل المطولات لوقعوا في فتات الشتات، ويعرض الكل في معرض الفوات، وما رأيت في التفسير مختصر يغني وكتاب يقرب ويدني - أردت أن أتعرض لهذا مع قلة البضاعة وقصور الباع خصوص في تلك الصناعة؛ حين كان القلب مشغوفا بكشف وجوه غمار أسرار نكات الكشاف، والفؤاد مشعوفا باستخراج فرائد الفوائد عن زخار بحار كلام الأعالي والأشراف، وقد كان الزمان يرافق بالموافقة، والإخوان في ميدان الفضل على المسابقة، وكانت مرآة الذهن مصفاة عن صداء الفتور، ومرقاة الفضل مبرأة عن طراء الكسور، تجول خيول الفهم من غير غائلة الوهم في معتركهم، وتخول على درك الطرائد في مدركهم ومتركهم، لكن قد استنصت وعادت عواد عن الإقدام على هذا المرام مدة مديدة من الأيام».